# Darshan (film)
Pour l’article homonyme, voir darshan.
Pour plus de détails, voir Fiche technique et Distribution.
Darshan, L'Étreinte est un documentaire français de Jan Kounen, sorti en 2005.
Le film est sélectionné la même année au Festival de Cannes, en « Hors compétition ».

## Synopsis
Septembre 2003. À l'occasion de son cinquantième anniversaire, Amma, figure spirituelle de l'Inde, entreprend une grande tournée dans son pays pour y pratiquer notamment son étreinte rituelle, son darshan.

## Fiche technique
- Titre : Darshan, L'Étreinte
- Titre international : Darshan: The Embrace
- Réalisation : Jan Kounen
- Scénario : Jan Kounen, Manuel De La Roche
- Images : Sébastien Pentecouteau
- Montage : Anny Danché
- Musique : Jean-Jacques Hertz, François Roy
- Production : Les Productions de La Roche
- Pays de production :  France
- Langue originale : français, anglais, malayalam
- Genre : documentaire
- Durée : 92 minutes (106 minutes au Festival de Cannes 2005[2])
- Dates de sortie :
  - 18 mai 2005 (Festival de Cannes)
  - 30 septembre 2005 (Festival international du film de Rio de Janeiro)
  - 30 novembre 2005 en France